# Furina barnardi
Espèce
Synonymes
- Glyphodon barnardi Kinghorn, 1939

Furina barnardi est une espèce de serpents de la famille des Elapidae.

## Répartition
Cette espèce est endémique du Queensland en Australie. Elle se rencontre de Gladstone à la péninsule du cap York. 

## Description
Dans sa description Kinghorn indique que le spécimen en sa possession mesure 480 mm dont 60 mm pour la queue.
Il s'agit d'un serpent venimeux ovipare.

## Étymologie
Cette espèce est nommée en l'honneur de H. G. Barnard qui a capturé le spécimen étudié.

## Publication originale
- Kinghorn, 1939 : Two Queensland snakes. Records of the Australian Museum, vol. 20, n. 4, p. 257-260 (texte intégral).